# Río Toachi
Der Río Toachi ist ein etwa 160 km langer linker Nebenfluss des Río Blanco im Nordwesten von Ecuador.

## Flusslauf
Der Río Toachi entspringt in der Cordillera Occidental, knapp 25 km südsüdöstlich der Caldera Quilotoa auf einer Höhe von etwa 4250 m. Er durchfließt das Gebirge in überwiegend nördlicher Richtung. Nach etwa 13 km passiert er die Ortschaft Zumbahua. Der Fluss heißt im Oberlauf, bis zur Einmündung des Río Tigua bei Flusskilometer 132, Río Zumbahua. Der Río Toachi fließt östlich am Krater Quilotoa vorbei. Bei Flusskilometer 105 passiert er die westlich gelegene Ortschaft Sigchos. Bei Flusskilometer 55 trifft der Río Sarapullo von Südosten kommend auf den Río Toachi. Nach weiteren 10 Kilometern mündet bei La Unión del Toachi der Río Pilatón, ebenfalls von rechts kommend, in den Río Toachi. Dieser wendet sich anschließend in Richtung Westnordwest, später nach Nordwesten. Der Río Toachi durchfließt die westlichen Ausläufer der Berge und passiert die Kleinstadt San José de Alluriquín. Er verlässt schließlich das Bergland und fließt entlang dem nördlichen Stadtrand der Provinzhauptstadt Santo Domingo de los Colorados durch das Küstentiefland im Nordwesten Ecuadors. Nach weiteren 20 Kilometern trifft der Río Toachi auf den Río Blanco. Anderthalb Kilometer oberhalb der Mündung trifft der Río Memé rechtsseitig auf den Río Toachi. Zwischen La Unión del Toachi und Santo Domingo de los Colorados verläuft die Fernstraße E20 entlang dem Flusslauf.

## Einzugsgebiet
Der Río Toachi entwässert ein Areal von schätzungsweise 2600 km². Das Einzugsgebiet erstreckt sich über eine Länge von 80 km entlang dem Gebirgskamm der Cordillera Occidental und wird im Osten von den Vulkanen Illiniza, Corazón und Atacazo flankiert. Im Südwesten grenzt das Einzugsgebiet an das des Río Vinces, der die Westflanke der Cordillera Occidental entwässert.

## Wasserkraftprojekt Toachi-Pilatón
Das Projekt wird unter der Leitung von CELEC (Corporación Electrica del Ecuador) realisiert. Die Arbeiten begannen spätestens im Jahr 2011. Es kam während der Bauphase zu verschiedenen Verzögerungen und Unterbrechungen. Die Inbetriebnahme der verschiedenen Kraftwerke ist zwischen Ende 2019 und 2021 geplant.
Teile der Anlage sind schon fertiggestellt. Das Projekt umfasst ein Wehr (⊙) am Río Pilatón, 14,5 km oberhalb dessen Mündung in den Río Toachi. Von diesem gelangt ein Teil des Wassers in ein Absetzbecken. Von diesem führt ein 5,9 km langer Stollen und ein angeschlossenes Wasserschloss das Wasser dem Sarapullo-Kraftwerk, einem Kavernenkraftwerk mit drei 16,3 MW-Francis-Turbinen, zu. Von diesem führt ein 470 m langer Ableitungskanal zum Stausee der Toachi-Talsperre (⊙). Das Absperrbauwerk bildet eine 59 m hohe Gewichtsstaumauer aus Beton. Die Hochwasserentlastung ist für 1200 m³/s ausgelegt. Oberhalb der Talsperre mündet der Río Sarapullo in den Río Toachi. Unterhalb der Staumauer befindet sich ein Kleinwasserkraftwerk mit einer 1,4 MW-Francis-Turbine. Dieses soll den für den flussabwärts gelegenen Flusslauf ökologisch erforderlichen Mindestabfluss von 4 m³/s nutzen. Die restliche Wassermenge wird über einen 8,6 km langen Stollen und angeschlossenem Wasserschloss (⊙) einem weiteren Kavernenkraftwerk, dem Alluriquín-Kraftwerk, zugeführt. Dieses ist mit drei 68 MW-Francis-Turbinen bestückt. Ein 500 m langer Abflusstunnel führt anschließend das Wasser wieder dem Río Toachi (⊙) zu. Die Einleitungsstelle liegt etwa 2 km unterhalb der Einmündung des Río Pilatón. Die installierte Gesamtkapazität des Wasserkraftprojekts liegt bei 254,4 MW.